# مری وارد (کشتی)
مری وارد (کشتی) (به انگلیسی: Mary Ward (ship)) یک کشتی بود که طول آن ۱۲۰ فوت (۳۷ متر) بود.
مری وارد در سال۱۸۲۷ در خانواده ای اشرافی در اوفالی که شهرکی ایرلندیست بدنیا آمد.در جوانی دانشمندانی از فامیل و آشنایان بودندوهمینها باعث علاقه او به علم شدندوالیدینش آخرین مدل میکروسکوپ را برایش خریدند،بزودی نبوغ مری در ترسیم و طراحی آنچه زیر میکروسکوپ میدید بروز کرد.او در نوجوانی ساختار تلسکوپ بزرگ هفتادوپنج اینچی موسوم به لویاتان پارسون استون را طراحی کرد که پسرعمویش ویلیام پارسونز  رئیس انجمن سلطنتی انرا ساخت.بعدها کتابی از تصویرگریهای میکروسکوپی خود بنام دنیایی از شگفتیهای آشکارشده با میکروسکوپ رادر سال ۱۸۵۷ منتشر کرد.در ۳۱آگوست۱۸۶۹ با خودروبخار ساخت پسرعموهایش به گوشه خیابان برخوردکرد و پرت شدوزیرچرخهاگردنش شکست ودر۴۲سالگی فوت شد.اویکی از سه زن به همراه ملکه ویکتوریا بی مدرک تحصیلی، چون زنان در انگلستان ان موقع حق اخذ مدرک نداشتن،نامش درفهرست پستی انجمن نجوم سلطنتی قرار گیرد.او اولین فرد فوت شده در تصادف اتومبیل دنیاست.او دوکتاب تلسکوپ و میکروسکوپ و مقاله های زیادی منتشر کرد و از زنان پیشرو در علم بود.